# Uh Huh Her (album)
Pour les articles homonymes, voir Uh Huh Her.
Albums de PJ Harvey
Stories from the City, Stories from the Sea
(2000) The Peel Sessions 1991-2004
(2006)
Uh Huh Her est un album de PJ Harvey sorti en 2004.

## Titres
1. The Life and Death of Mr. Badmouth - 4:53
2. 'Shame - 2:33
3. Who the Fuck? - 2:09
4. Pocket Knife - 3:44
5. The Letter - 3:22
6. The Slow Drug - 3:25
7. No Child of Mine - 1:08
8. Cat on the Wall - 3:03
9. You Come Through - 2:48
10. It's You - 4:13
11. The End - 1:23
12. The Desperate Kingdom of Love - 2:44
13. Untitled (Seagulls) - 1:11
14. The Darker Days of Me & Him - 4:34